# Gerd Oelschlegel
Gerd Oelschlegel est un scénariste et réalisateur allemand né le 28 octobre 1926 à Leipzig et mort le 15 juillet 1998 à Herrsching am Ammersee.

## Filmographie

### comme scénariste
- 1987 : Großstadtrevier (série TV) - épisode : Geleimt
- 1986 : Großstadtrevier (série TV) - épisode : Mensch, der Bulle ist 'ne Frau
- 1959 : Die Ratten de John Olden (TV)
- 1961 : Einer von sieben (TV)
- 1960 : Zwei unter Millionen
- 1960 : Der Flüchtling (TV)
- 1963 : Sonderurlaub
- 1963 : Die Entscheidung (TV)
- 1963 : Die Nacht am See
- 1964 : Die Gardine (TV)
- 1968 : Ping Pong

### comme réalisateur
- 1968 : Ping Pong
- 1973 : Kinderheim Sasener Chaussee - 6 épisodes (série TV)
- 1974 : Engadiner Bilderbogen (série TV)
- 1978 : Geschichten aus der Zukunft - ép. Zum Leben verurteilt (série TV)